# Crisia constans
Crisia constans är en mossdjursart som beskrevs av Arnold Girard Kluge 1946. Crisia constans ingår i släktet Crisia och familjen Crisiidae. Inga underarter finns listade i Catalogue of Life.